# Poropanchax
Poropanchax ist eine Leuchtaugenfischgattung, die in Westafrika von Liberia bis zur Demokratischen Republik Kongo vorkommt.

## Merkmale
Poropanchax-Arten haben einen mehr oder weniger langgestreckten Körper und werden 2 bis 5 cm lang. Charakteristisch für die Gattung ist ein Kanal des sensorischen Systems mit zwei oder drei Poren auf dem Supraorbitale (einem Knochen über der Augenhöhle) und ein sensorischer Kanal mit fünf Poren auf dem Praeoperculare. Bei Jungfischen sind die Poren offen oder nur teilweise geschlossen und schließen sich mit zunehmendem Alter. Rücken-, After- und Bauchflossen der Männchen sind oft länger als die der Weibchen.

## Arten
Die Gattung Poropanchax umfasst folgende 6 Arten:
- Poropanchax keilhacki (Ahl, 1928) – nomen dubium, möglicherweise Seniorsynonym von Poropanchax scheeli
- Poropanchax luxophthalmus (Brüning, 1929)

Synonyme: Poropanchax dispar (Gras, 1961); P. hannerzi (Scheel, 1968); P. macrophthalmus (Meinken, 1932)
- Poropanchax pepo van der Zee, Bernotas, Bragança & Stiassny, 2019
- Poropanchax rancureli (Daget, 1965)
- Poropanchax scheeli (Roman, 1971)
- Poropanchax stigmatopygus Wildekamp & Malumbres, 2004